# 樊仲雲
樊 仲雲（はん ちゅううん、1899年 – 没年不明）は、中華民国・英領香港の国際政治学者・文学者・文筆家・ジャーナリスト・教育者・官僚。字は得一、徳一。筆名は従予・仲子・仲雲・陳中行・独逸・樊従予・樊仲子。変名は胡一源・陳叔平・潘徳一。国際政治学者として知られ、後に南京国民政府（汪兆銘政権）に参加した。戦後も英領香港を拠点に反共主義の文筆活動を続けている。

## 事績

### 初期の活動
商務印書館編輯、『新生命月刊』編輯、『文化建設月刊』（中国文化協会機関紙）編輯長、中国公学教務長を歴任している。なお『文化建設月刊』において樊仲雲は、1935年（民国24年）1月、何炳松・陶希聖らと共に「中国本位文化建設宣言」（別名：十教授宣言）を公表した。この宣言は中国固有文化の宣揚、儒教精神の強調による文化の復古運動を唱える内容となっており、当時の蔣介石や楊永泰らが提起した新生活運動に呼応するものであった。
また、樊仲雲は国立曁南大学や国立中央大学、復旦大学で国際政治学の講座を開いた。その後、英領香港に移り、『星島日報』主筆や香港華僑学院新聞系主任をつとめている。

### 汪兆銘政権での活動、失脚
汪兆銘（汪精衛）の親日政権樹立活動に、樊仲雲も参加している。1940年（民国29年）3月30日に南京国民政府（汪兆銘政権）が成立すると、樊は教育部（部長：趙正平）で政務次長に抜擢された。また、中央政治委員会外交専門委員会兼任委員にも任命されている。同年4月、国立中央大学復興準備委員会が新設され、樊はその委員長も兼任した（8月17日、教育部政務次長を辞任）。9月30日に同大学は開校して樊がそのまま校長となる。1943年（民国32年）4月7日、樊は国民政府政務参賛を兼任することになった。
国立中央大学校長としての樊仲雲は、大学運営のために学生に対する統制や監視を強め、学生に強制的な軍事訓練まで課した。また、学生一般の生活状況が戦時中ということもあって苦しかったにもかかわらず、自らを支持する学生に対する樊の依怙贔屓（生活費・食費の提供など）が起きていたとされる。そのため、多くの学生の間で不満が急激に高まり、それと併せて中国共産党や民主党派が学生を取り込むようになっていった。
1943年（民国32年）5月31日、尚知行率いる学生組織「青年救国社」が、樊仲雲罷免を要求するデモを決行した。学生デモ発生を知った汪兆銘は、同日から直ちに対応に乗り出す。汪は教育部長・李聖五や宣伝部長・林柏生と共にデモ隊代表と直接面会して要望や事情を聴きとった。最終的に汪はデモ隊の要望を受け入れ、樊の罷免や学生生活改善などを約束している。こうして6月8日、樊は国立中央大学校長を依願免職させられた（後任については、李聖五が兼任）。
以後の樊仲雲は、国民政府参賛にのみ留任したと見られる。

### 戦後の活動
汪兆銘政権崩壊後、樊仲雲が漢奸として摘発対象となったかどうかは不明である。しかし、1950年頃にはかつての活動拠点である英領香港へ戻り、任援道や李聖五と共に反共運動に従事したと見られる。香港では国際政治の専門家として執筆活動に取り組んだ。日本においても、1960年から1966年にかけて時事通信社の雑誌『世界週報』で反共主義の見解を示すなどしている。
樊仲雲の最晩年における動向は不詳となっている。

## 著作
- 『唯物史観的文学論』（新生命書局）
- 『這便是人生』（新教育社）
- 『烟』（商務印書館）
- 『国際政治之基礎知識』（新生命書局、1932年）
- 『最近之国際政治』初編続編（新生命書局）
- 『国際問題』（中華書局）
- 『婦女解放史』（新生命書局、1929年）
- 『東西学者之中国革命論』（新生命書局、1929年）
- 『新興文芸論』（新生命書局、1929年）
- 『一九三二年之国際政治経済』（新生命書局、1934年）[5][注 5]
- 『政党論之基礎知識』（新生命書局、1930年）
- 『甲乙集』（出版者・出版年不明）